# Evangelische Kirche Bad Kleinkirchheim

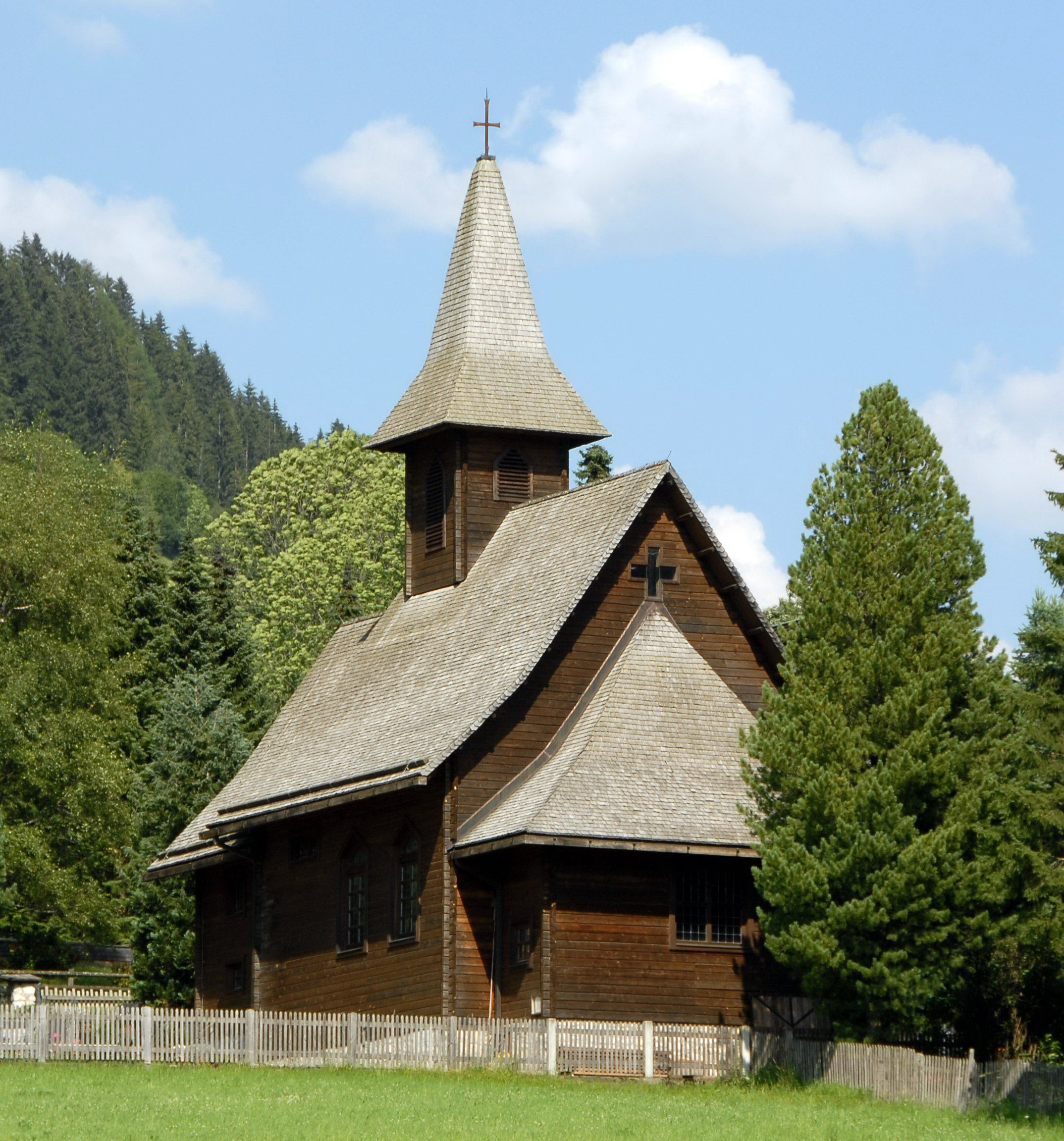
Evangelische Kirche Bad Kleinkirchheim

Die Evangelische Kirche Bad Kleinkirchheim ist ein evangelisches Kirchgebäude in Bad Kleinkirchheim im Bezirk Spittal an der Drau in Kärnten.
Die Holzkirche nach skandinavischem Vorbild mit Dachreiter wurde 1938 nach einem Plan von Switbert Lobisser in Blockbauweise errichtet. Ihr ist ein Friedhof angeschlossen.
Die Kirche steht unter Denkmalschutz (Listeneintrag).
Diese Kirche war bis 2011 die Pfarrkirche und wurde 2011 Teil der Evangelischen Pfarrgemeinde A. B. Wiedweg-Bad Kleinkirchheim mit Sitz in Wiedweg. Pfarrkirche ist heute die Evangelische Kirche Wiedweg.